# 라조몬

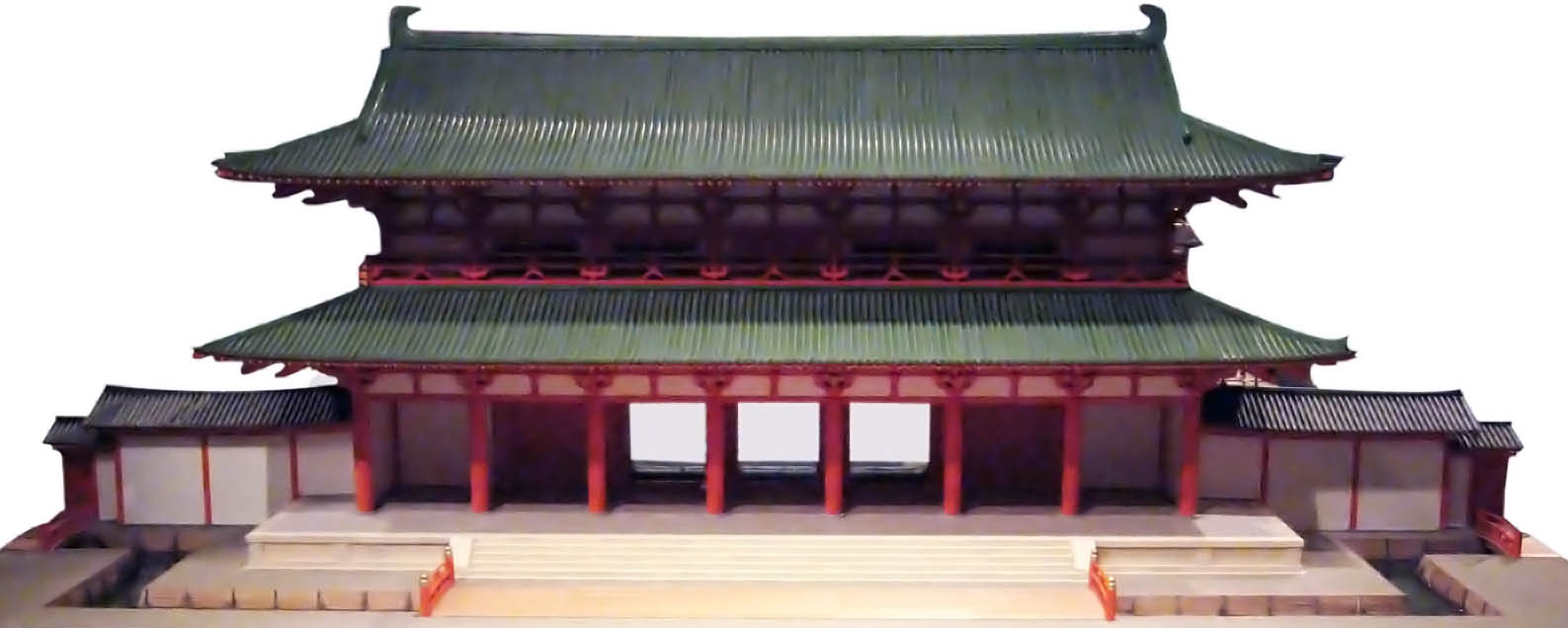
라조몬 복원 모형

라조몬(일본어: 羅城門)은 도시의 입구 역할을 한 건축물로서, 일본 고대, 헤이조쿄(平城京)와 헤이안쿄(平安京)라 불린 조방(条坊) 도시의 중앙을 남북으로 가로지르는 주작대로의 남단에 위치하였다. '라조'(羅城)는 도성의 성벽을 의미한다. 이 건축물은 후대에 흔히 "라쇼몬"(일본어: 羅生門)으로 불리기도 한다.

## 같이 보기
- 나라 시대(奈良時代)
- 나라시(奈良市)
- 헤이안 시대(平安時代)
- 교토시(京都市)